# Kerlaugar

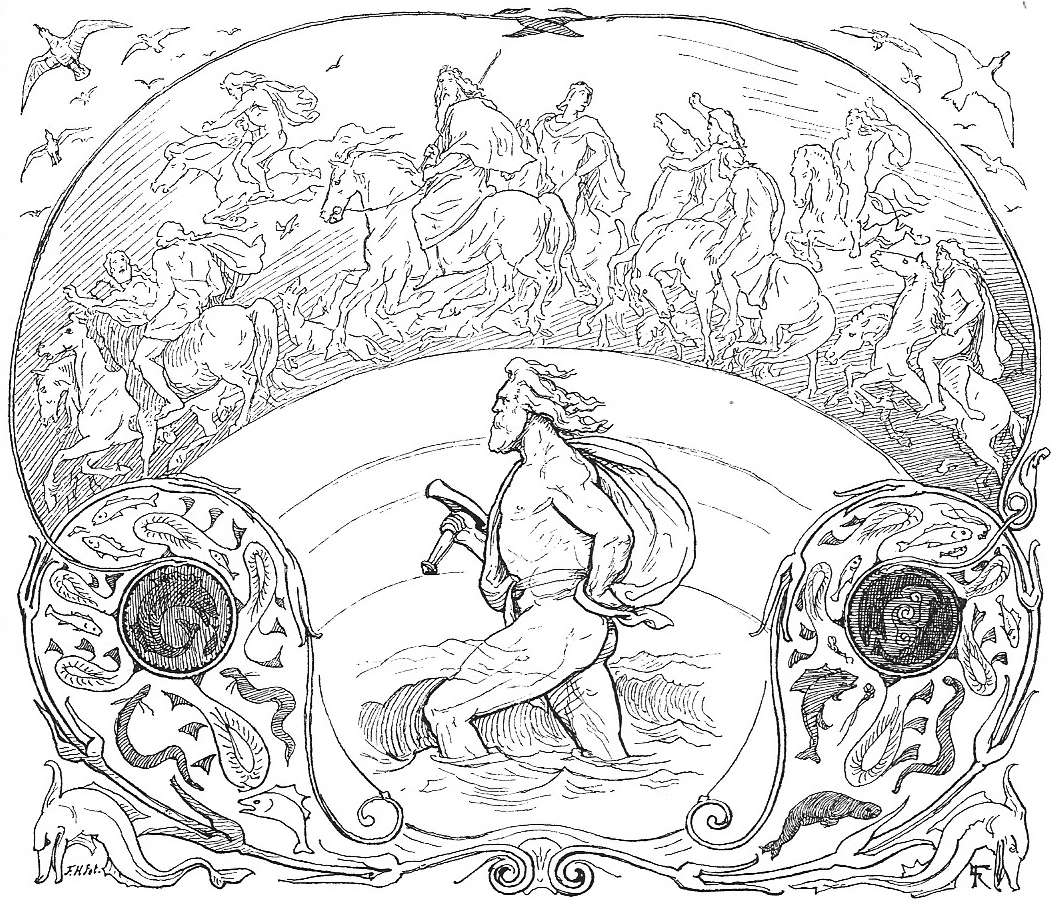
Thor guada un fiume mentre l'Æsir attraversa il ponte Bifrǫst (1895) di Lorenz Frølich

Con il termine Kerlaugar (forma plurale dell'antico norvegese kerlaug, "vasca da bagno"), si identificano due fiumi attraverso i quali il dio Thor guada, comparsi nell'opera Edda in prosa, scritta nel XIII secolo da Snorri Sturluson.

## Storia
I Kerlaugar sono menzionati nell'Edda in prosa e nel poema Grímnismál, nel momento in cui Grímnir osserva che il ponte Asbrú "brucia tutto con le fiamme" e che, ogni giorno, il dio Thor guada le acque di Körmt, Örmt e dei due Kerlaugar:
(Grímnismál, trad. Benjamin Thorpe e Henry Adams Bellows.)
.
Nell'Edda in prosa, i fiumi sono menzionati due volte, una volta nel Gylfaginning e una volta nel Skáldskaparmál. Nel Gylfaginning, Hár afferma che Thor guada i fiumi per andare in tribunale, citando la strofa del Grímnismál. Nel Skáldskaparmál, invece, il Kerlaugar compare nell'elenco dei fiumi del Nafnaþulur.

## Interpretazioni
Rudolf Simek ritenne che il significato fosse "strano" e che potrebbe indicare un mito altrimenti perduto su Thor. D'altro canto Guðbrandur Vigfússon sostenne che esso e molti altri nomi di fiumi dello stesso poema fossero di origine irlandese e li collegò ai nomi dei fiumi che iniziano con Ker - o Char - come il fiume omonimo di Cherwell. Lui e Frederick York Powell denominarono il fiume "Charlocks" nel Corpus Poeticum Boreale.
Thor attraversa frequentemente fiumi nei testi mitologici; John Lindow suggerì che ciò è dovuto alla grande quantità di tempo che trascorre nei regni dello jötnar, "che vive agli altri lati dei confini", e indica una connessione simbolica tra jötnar e acqua, citando come esempio il Jörmungandr dell'oceano. 